# Universidad Ramkhamhaeng
La Universidad Ramkhamhaeng (en tailandés: มหาวิทยาลัยรามคำแหง) es una de las dos universidades públicas de educación a distancia de Tailandia. Su nombre es en honor del Rey Ramkhamhaeng el Grande, al que se atribuye la creación del alfabeto tailandés.
Antes del establecimiento de la universidad en 1971, Tailandia sufría una importante crisis en la educación superior, ya que el número de bachilleres buscando plaza en universidades era muy superior a la capacidad de las universidades existentes. El problema llevó al Parlamento de Tailandia a aprobar una ley autorizando el establecimiento de la Universidad Ramkhamhaeng, la primera universidad de libre acceso del país. 
La universidad tiene dos campus principales, ambos en Bangkok: uno en el distrito de Phra Khanong y el otro en el de Bang Kapi. Tiene también 32 centros para exámenes en distintas provincias de Tailandia. Se conforma de las facultades de Derecho, Ingeniería, Administración de Empresas, Humanidades, Ciencias Políticas, Económicas y Educación Tecnológica.
Fue fundada en 1971 y contaba en 2006 con unos 525.000 estudiantes.